# The Source
The Source是已停運的一家在线服务，用戶通過撥號連線的方式訪問該服務，並且其用戶頁面基本上類似於文本文檔。The Source提供新闻、天气、股票、购物服务、电子邮件、聊天系统、数据库、杂志和航班时刻表等服務。The Source於1978年由威廉·冯·迈斯特創辦，後來被读者文摘收購，並於1989年停止运营。